# Aït Ouallal (kommun i Meknès)
Ait Ouallal (franska: Ait Ouallal (CR), Ait Ouallal (Commune Rurale), arabiska: عين عرمة) är en kommun i Marocko.   Den ligger i prefekturen Meknès och regionen Fès-Meknès, i den nordöstra delen av landet, 110 km öster om huvudstaden Rabat. Antalet invånare är 5 455.